# سيريل ديون (سياسي)
سيريل ديون هو فلاح وتاجر وسياسي كندي، ولد في 28 أكتوبر 1842 في سان إيزيدور، مونتيريجي (كيبك) في كندا، وتوفي في 7 يناير 1918 في مونتريال في كندا. نشط حزبياً في Conservative Party of Quebec (historical) ‏. وقد انتخب عمدة سان إيزيدور، مونتيريجي (كيبك) (26 يناير 1874 – 6 مارس 1876) وانتخب عضو الجمعية الوطنية في كيبك ‏ (8 مارس 1892 – 10 مايو 1897) وانتخب عضو مجلس العموم الكندي (22 فبراير 1887 – 4 مارس 1891).